# Cryptopalpus harpezus
Cryptopalpus harpezus là một loài ruồi trong họ Tachinidae.